# 하우스키핑 유전자
하우스키핑 유전자(영어: housekeeping gene)는 세포 생존에 필수불가결한 유전자로 어떠한 상황에서도 발현되는 유전자를 의미한다. 이러한 계열의 유전자들이 분자생물학 실험에 사용되는 주 목적은 하우스키핑 유전자의 발현량과 실험 설계에 맞춘 다른 유전자의 발현량을 확인하면, 대조군과 실험군에서 보려는 특정 유전자의 발현량이 달라지거나 같을 때, 하우스키핑 유전자는 동일한 발현량을 보인다. 이를 바탕으로 통계적 P-value를 도출하여 실험에 타당성을 증명할 수 있다.

## 예외
GAPDH는 Progesterone에 의해 조절받기 때문에
OB/GYN(산부인과)소속 연구실에서 uterus, ovary등을 연구할 때는 GAPDH를 쓰지 않는다.

## 추가 설명
따라서, 어떠한 조건에 관계없이 모든 조직에서 일정하게 발현되는 대표적인 유전자이다. 즉, 어떤 특정 조건에 상관없이 세포의 생명 활동 유지에 필수적인 유전자들을 지칭한다.
주로 GAPDH, B-actin, α-tubuline이 housekeeping gene에 속한다.
만약, 튜불린 유전자에서 당분 효소 유전자 합성 리보솜에 단백질 유전자에서 하우스키핑 유전자 단위(level)가 메틸화 상태의 낮은 수준을 유지하고 활성 전사 상태에 있으면,
하우스 키핑 유전자 발현량이 미세환경 요인에 영향을 받겠지만, 현재도 계속 연구중인 여러 단계를 거쳐서 거의 모든 합성단계에서 원상태의 발현량을 유지한다.
혹은, 진핵생물의 진정 염색질에 개시코돈 염기서열 또는, RNA 중합 효소에서 프로모터의 상호작용에 의해 기계적 기작이 조절된다.,
생물학 실험에서, quantitative real time PCR(qPCR), Westrn blot 등에서 같은 상대적인 비교를 통해 발현 정도를 확인하는 실험들에서 필수적인 요소이며, 2가지 조건 실험(대조군과 실험군)에 대해 발현량 비교를 할 때, 세포수, 총 단백질 수를 일정하게 하여 하우스키핑 유전자가 일정하게 발현되는지 먼저 보고, 원하는 유전자의 발현이 어떻게 되는지 비교하여야 한다.

## 예
예를 들어, A조건이 B조건에 비해 X라고 하는 유전자가 2배 더 발현되었다고 생각해보자. 그런데 이때 A조건과 B조건이 변인통제를 제대로 했는지 이것가지고 알 수 없다.

이때 housekeeping gene의 발현량을 비교해보자. A=2, B=1이라고 해보자, 이때, X의 발현양은 똑같다고 봐야한다.

Xa=X 발현양 2배/housekeeping gene 2배=1배

Xb=X 발현양 1배/housekeeping gene 1배=1배

이렇듯 X의 발현양을 house keeping gene으로 나눠서 일반화(normalization)한 뒤 Xa/xb= 1/1= 1배로 계산하여야 제대로된 발현 비교를 했다고 할 수 있다.

## 다른 설명
어떤 세포에서든 항상 발현되고 세포의 생명 활동에 필수적인 기능을 수행하는 유전자의 총칭. 형질발현이나 DNA 복제, 세포분열, 에너지 대사, 물질대사 등에 관여하는 유전자들이 이에 속함.

## 인체 하우스키핑 유전자
아래는 인체 하우스키핑 유전자 (일부 유전자, 가장 일반적으로 사용되는 ACTB 및 GAPDH)의 연구된 내용이다.
- NM_001101 호모 사피엔스 말라, 베타 (ACTB), mRNA6988
- NM_000034 호모 사피엔스 돌라, 과당 - 비스 포스페이트 (ALDOA), mRNA3425
- NM_002046 호모 사피엔스 글리 세르 알데히드 -3 - 인산 탈수소 효소 (GAPD), mRNA828
- NM_000291 호모 사피엔스 포스 포 키나제 1 (PGK1), mRNA2727
- NM_005566 호모 사피엔스 젖산 탈수소 효소 (LDHA), mRNA2105
- NM_002954 호모 사피엔스 리보솜 단백질 S27a (RPS27A), mRNA4156
- NM_000981 호모 사피엔스 리보솜 단백질 L19 (RPL19), mRNA6997
- NM_000975 호모 사피엔스 리보솜 단백질 L11 (RPL11), mRNA6060
- NM_007363 호모 사피엔스 비 POU 도메인 포함 octamer 결합 (NONO), mRNA1708
- NM_004309 호모 사피엔스로에서 GDP 해리 억제제 (GDI) 알파 (ARHGDIA), mRNA1358
- NM_000994 호모 사피엔스 리보솜 단백질 L32 (RPL32), mRNA9523
- NM_022551 호모 사피엔스 리보솜 단백질 S18 (RPS18), mRNA11261
- NM_007355 호모 사피엔스 열 충격 90kDa 단백질 1, 베타 (HSPCB), mRNA4119

## 알아 두기
- 향후 연구결과에 따라서 예외를 띄는 경우가 나타날 때는 원문의 의미가 변경될 수 있음

## 전사 인자

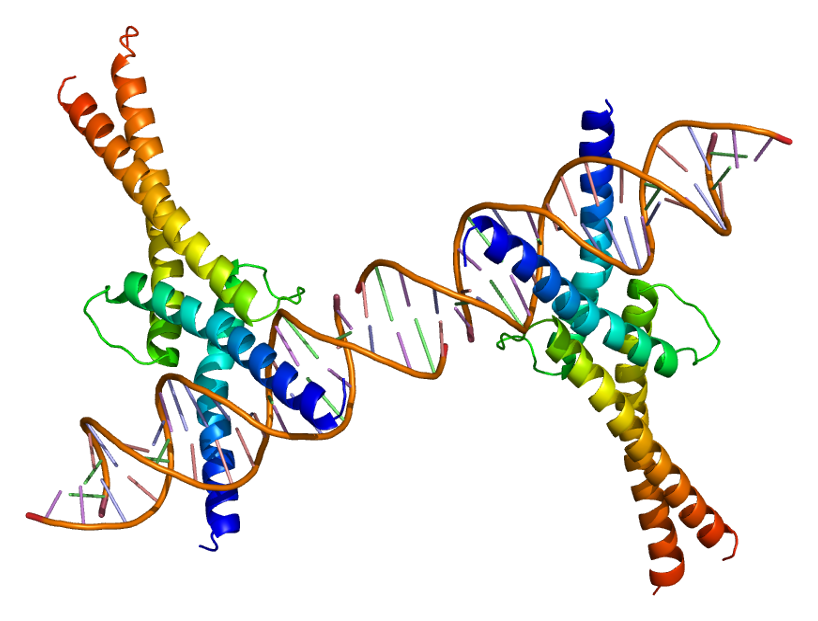
스테롤 조절 요소 결합 단백질

- ATF1	NM_005171
- ATF2 	NM_001880
- ATF4 NM_001675
- ATF6 	NM_007348
- ATF7 	NM_001206682
- ATF7IP 	NM_018179
- BTF3 NM_001207 Homo sapiens basic transcription factor 3
- E2F4 Homo sapiens E2F transcription factor 4, p107/p130-binding (E2F4), mRNA
- ERH (gene) Enhancer of rudimentary homolog of drosophila (which in turn is the first enzymatic step in pyrimidine synthesis. Regulated by MITF)
- HMGB1 High mobility group box binds DNA
- ILF2 Homo sapiens interleukin enhancer binding factor 2, 45kDa (ILF2), mRNA
- IER2 formerly ETR101 Immediate Early Protein?
- JUND Homo sapiens jun D proto-oncogene (JUND), mRNA
- TCEB2 Elongin

## 같이 보기
- 유전자
- 유전체 (생명과학)